# Jambunathanahalli, Sindhnur
Jambunathanahalli là một làng thuộc tehsil Sindhnur, huyện Raichur, bang Karnataka, Ấn Độ.